# 倒挂铁角蕨
倒挂铁角蕨（学名：Asplenium normale）为铁角蕨科铁角蕨属下的一个种。

## 扩展阅读
- 維基物種上的相關：倒挂铁角蕨